# Gruppo della Rosa dei Banchi
Il Gruppo della Rosa dei Banchi (Massif de la Rose des Bancs in francese) è un massiccio montuoso delle Alpi Graie. Si trova in Valle d'Aosta ed in Piemonte. Prende il nome dalla Rosa dei Banchi che ne è la vetta principale.

## Caratteristiche
Il gruppo costituisce la parte più orientale delle Alpi Graie ai confini con le Alpi Pennine e la pianura padana. La Valle di Champorcher delimita il gruppo a nord; la Val Soana lo delimita ad est; la Valchiusella e la Val Sacra vi si incuneano all'interno.

## Delimitazioni

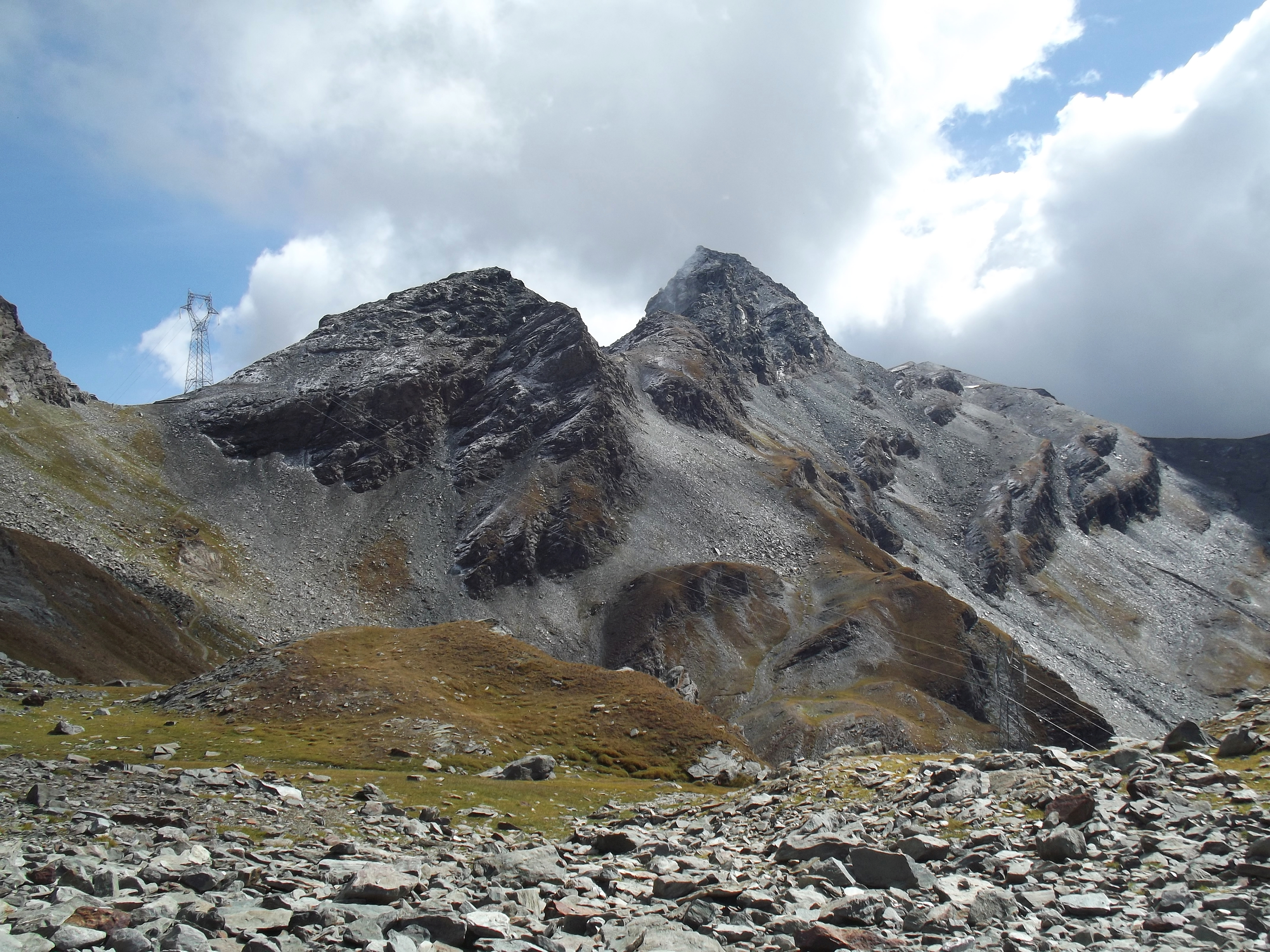
Bec Costazza

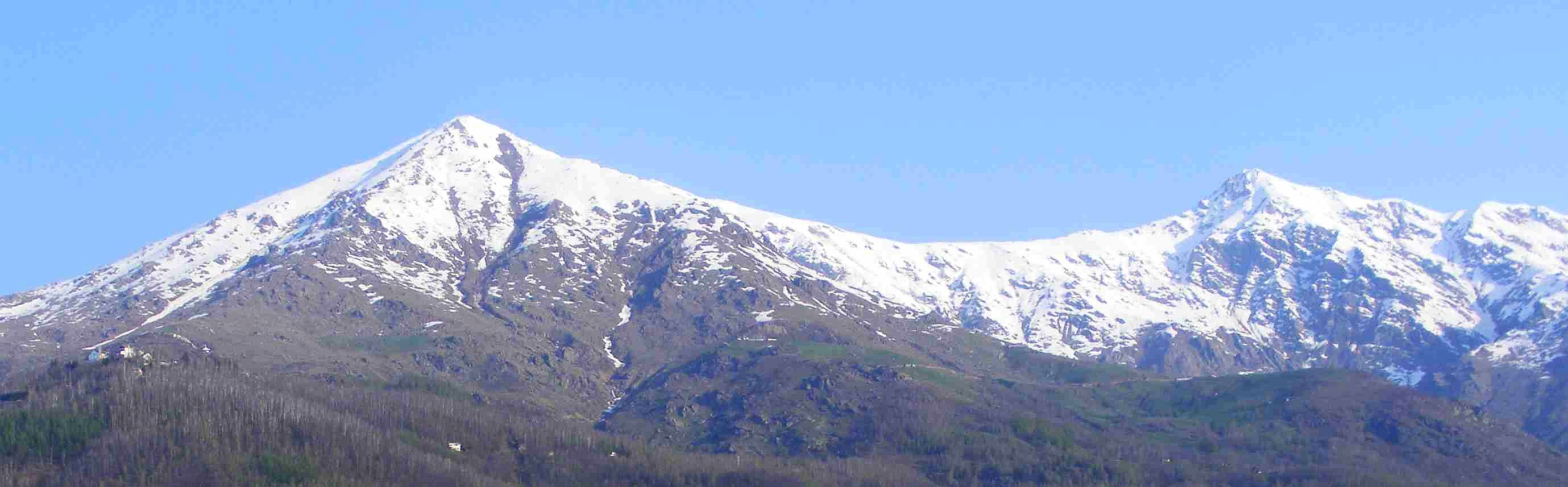
Punta di Verzel

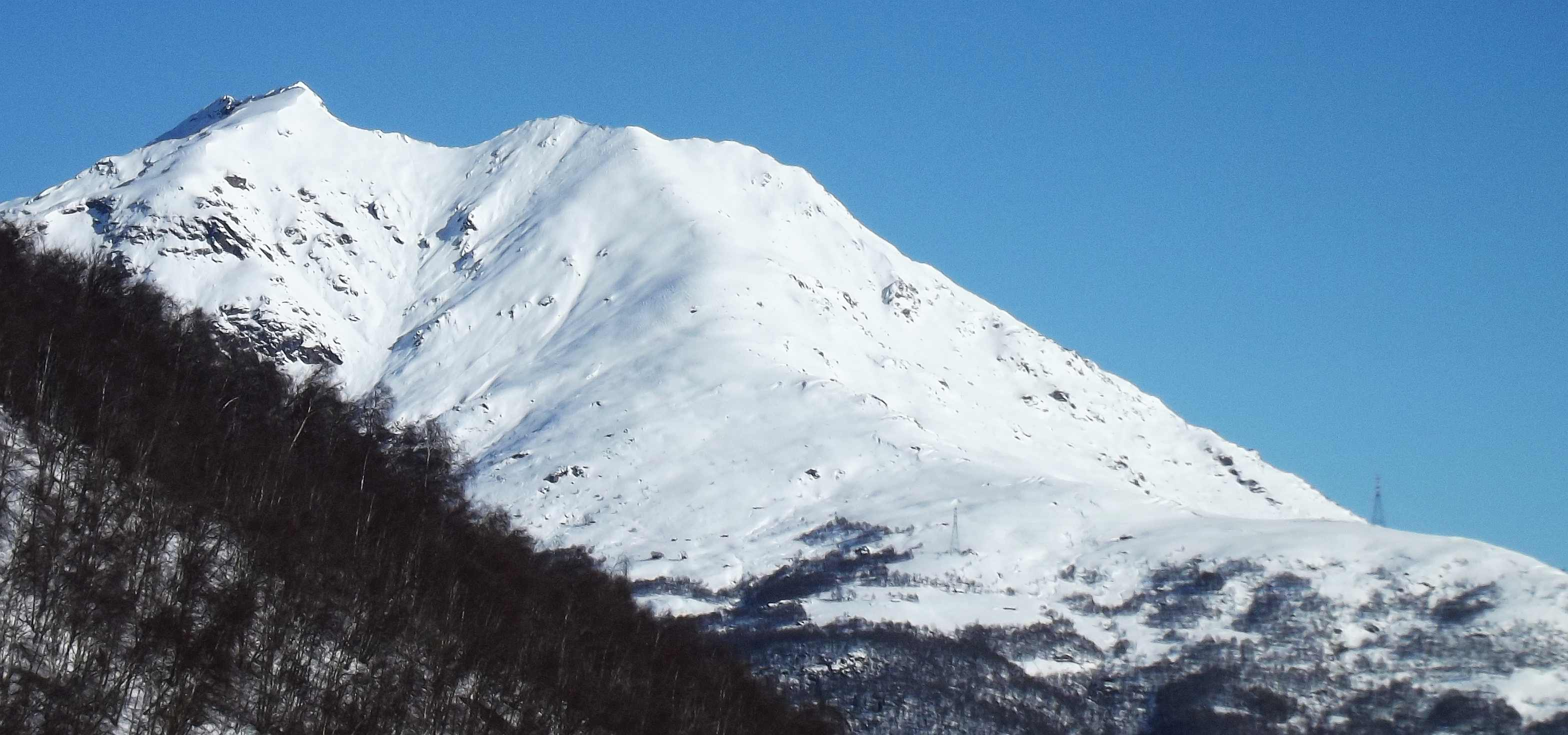
Punta Quinseina

Ruotando in senso orario i limiti geografici sono: Fenêtre de Champorcher, valle di Champorcher, fiume Dora Baltea, pianura padana, fiume Orco, Val Soana, valle di Campiglia, Colle dell'Arietta, Fenêtre de Champorcher.

## Classificazione
La SOIUSA definisce il Gruppo della Rosa dei Banchi come un supergruppo alpino e vi attribuisce la seguente classificazione:
- Grande parte = Alpi Occidentali
- Grande settore = Alpi Nord-occidentali
- Sezione = Alpi Graie
- Sottosezione = Alpi del Gran Paradiso
- Supergruppo = Gruppo della Rosa dei Banchi
- Codice = I/B-7.IV-B

## Suddivisione
La SOIUSA suddivide il Gruppo della Rosa dei Banchi in tre gruppi:
- Nodo della Rosa dei Banchi (B.5)
- Costiera del Monte Marzo (B.6)
- Costiera del Monte Giavino (B.7)

## Montagne
Le montagne principali del gruppo sono:
- Rosa dei Banchi - 3.164 m
- Bec Costazza - 3.092 m
- Monfandì - 2.820 m
- Monte dei Corni - 2.778 m
- Monte Giavino - 2.766 m
- Monte Marzo - 2.756 m
- Monte Nero - 2.737 m
- Punta Liamau - 2.734 m
- Monte Debat - 2.622 m
- Cima delle Chiose - 2.619 m
- Bec delle Strie - 2.544 m
- Cima di Bonze - 2.516 m
- Punta Mariasco - 2.412 m
- Punta di Verzel - 2.406 m
- Punta Quinseina - 2.344 m
- Monte Fautenio  - 2.072 m
- Monte Gregorio - 1.955 m
- Monte Calvo - 1.357 m